# Parques Reunidos
Parques Reunidos er en spansk koncern, der ejer og driver dyreparker, forlystelsesparker og vandlande. De har i alt 60 parker, hvoraf de 30 er i Europa. Hvert år besøges koncernens parker af 21 mio. gæster.
Virksomheden blev etableret i 1967 som Parque de Atracciones Casa de Campo de Madrid, S.A.